# Sammir
Jorge Sammir Cruz Campos, poklicno znan kot Sammir, brazilsko-hrvaški nogometaš, * 23. april 1987, Itabuna, Brazilija.
Kot nogometaš je igral predvsem kot napadalec. Sammir, rojen v Braziliji, je naturaliziran hrvaški državljan, za hrvaško nogometno reprezentanco pa je bil sedemkrat izbran. Izbran je bil tudi za tekmovanje na svetovnem prvenstvu v nogometu leta 2014.